# 内外ゴム
内外ゴム株式会社（ないがいゴム）は、自動車用チューブや配管器材、フロート、ダイヤフラム、軟式野球ボール、ソフトボール、サンダルなどのゴム製品、加速度センサの製造・販売を行う日本の企業である。本社は兵庫県明石市。ビーチサンダルを開発したことで知られる。

## 沿革
- 1913年（大正2年） - 岡崎忠雄（元神戸銀行頭取。岡崎財閥も参照）など、神戸財界の有力者によって設立。
- 1920年（大正9年） - 陸軍省指定工場となり、航空機用ゴム管を生産。
- 1923年（大正12年） - 鉄筋3階建の工場建設、輸入機械設備を増設。自動車タイヤチューブの生産開始。
- 1926年（大正15年） - 海軍省指定工場となり、船舶用ゴム製品を納入。
- 1931年（昭和6年） - 軍需省管理工場に指定され、明石工場を増設。航空機用タイヤなどを増産。
- 1946年（昭和21年） - 商工省指定事業場。兵庫県重要工場の指定をうけ、民需品の生産に転換。
- 1947年（昭和22年） - 野球ボール、もみすり機用ゴムロールの製造に着手。
- 1949年（昭和24年） - 準硬式ボール（トップボール）を発明開発。
- 1950年（昭和25年） - ソフトボールを発明考案。
- 1951年（昭和26年） - 特許「独立気泡スポンジゴムの製造法」を発明[2]。
- 1953年（昭和28年） - 合成ゴムによる漁網用浮子を開発。
- 1954年（昭和28年） - レイ・パスチン（米）のデザインによる、ビーチウオーク・サンダルを試作[3]。
- 1955年（昭和29年） - 内外ゴムで作られたビーチサンダルを神奈川県三浦郡葉山町にある「げんべい商店」が日本の小売店で初めて販売。
- 1972年（昭和47年） - 住友ゴム工業（株）と業務提携。自動車チューブ工場を新設。
- 1979年（昭和54年） - 神戸営業部を開設。
- 1980年（昭和55年） - 福岡営業所を開設。
- 1981年（昭和56年） - 都市ガス、プロパンガス計量膜の生産工程自動化ライン完成。
- 1983年（昭和58年） - 創立70周年を機に、C.I.S（コーポレート・アイデンティティ・システム）、B.I.S（ブランド・アイデンティティ・システム）を導入。
- 1985年（昭和60年） - 名古屋営業所開設。
- 1990年（平成2年） - チューブ出荷センターが竣工し、物流部門の充実をはかる。
- 1999年（平成11年） - 3軸静電容量型加速度センサを開発。
- 2001年（平成13年） - ISO 9001の認証取得。
- 2003年（平成15年） - ISO 14001の認証取得。
- 2008年（平成20年） - センサ事業部　ISO 9001の認証取得。